# Brezovica Petrovska
Brezovica Petrovska – wieś w Chorwacji, w żupanii krapińsko-zagorskiej, w gminie Petrovsko. W 2011 roku liczyła 116 mieszkańców.